# Marvel vs. Capcom 2: New Age of Heroes
Marvel vs. Capcom 2: New Age of Heroes, Marvel vs. Capcom 2 или MvC2 — компьютерная игра в жанре файтинг, разработанная и выпущенная компанией Capcom. Это четвёртая игра как в серии Marvel vs. Capcom, так и в серии Vs от Capcom. Игра является кроссовером, в ней представлены персонажи как из основных игровых франшиз Capcom, так и из комиксов издательства Marvel Comics. Оригинальная версия игры вышла на аркадных автоматах в Японии в 2000 году. В течение последующих 12 лет игра была портирована на Dreamcast, PlayStation 2, PlayStation 3, Xbox, Xbox 360, а также на устройства под управлением iOS.
Игрок набирает команду персонажей из вселенных Marvel и Capcom, чтобы участвовать в битве до выбывания последнего оппонента. Несмотря на то, что в Marvel vs. Capcom 2 используется геймплей tag team, подобный Marvel vs. Capcom: Clash of Super Heroes — предыдущей игре в серии, в игре имеется ряд значительных изменений. В их число входит геймплей «три на три», новая система помощи, а также упрощенная схема управления. В дизайне персонажей используются традиционные двумерные анимированные спрайты, тогда как отрисовка задних планов и визуальных эффектов производится в трёхмерной графике. Это делает Marvel vs. Capcom 2 первой игрой в франшизе, использующей псевдотрёхмерную графику.
Игра получила положительные оценки критиков, которые к преимуществам игры причислили геймплей, визуальные образы, экран выбора персонажей. К недостаткам игры причислили саундтрек и недоступный многопользовательский режим через интернет вне Японии в первое время. После выхода этой игры Capcom утратила лицензию от Marvel Comics, и в течение последующих 10 лет новых игр в серии не выходило. О работах над сиквелом Capcom заявила в апреле 2010 года, который вышел в феврале 2011 года под названием Marvel vs. Capcom 3: Fate of Two Worlds.

## Игровой процесс
Marvel vs. Capcom 2: New Age of Heroes — четвёртая игра серии Marvel vs. Capcom; эти игры являются файтингами, основанными на механике tag team. Игрок набирает команду из трех персонажей для участия в бою «один на один», что отличает эту игру от предыдущей игры серии, Marvel vs. Capcom: Clash of Super Heroes, где команды состояли из двух персонажей. В игре представлена усовершенствованная версия «переменной системы» (англ. Variable System) из предыдущих игр серии, которая позволяет игроку заменять бойца «запасным» из его команды персонажей в любой момент боя. В отличие от Clash of Super Heroes, где, за исключением выхода «на замену», «запасные» персонажи были неигровыми, в геймплей Marvel vs. Capcom 2 встроена механика «переменной помощи» (англ. Variable Assist), ранее представленная в игре Marvel Super Heroes vs. Street Fighter. Эта механика позволяет находящимся вне игрового экрана членам команды однократно оказывать помощь активному персонажу. У каждого игрового персонажа есть возможность оказывать помощь трех разных типов, обозначаемых греческими буквами α, β и γ. Помощь может варьироваться от метания разнообразных снарядов до лечения персонажа. Персонажи, оказывающие помощь, также получают урон, если будут задеты атакой врага. Пока один персонаж находится в битве, у других персонажей медленно восполняется полоска здоровья. Бой оканчивается, когда у какой-либо команды полностью закончится здоровье у всех трех бойцов. Если время, отведенное на бой, закончится раньше этого, то победителем объявляется та команда, у которой на момент истечения времени осталось больше здоровья.
Как и в предыдущих играх серии, по мере нанесения или получения урона персонажем в нижней части экрана постепенно заполняется цветной индикатор, называемый «гипер комбо зарядом» (англ. Hyper Combo Gauge). Когда он заполнен полностью, игрок может воспользоваться несколькими особенными техниками, например, «гипер комбо» (англ. hyper combo), мощными атаками с высоким уроном, «отложенными гипер комбо» (англ. delayed hyper combo). Это позволяет игроку последовательно применять множественные «гипер комбо», а также «переменные комбинации» (англ. variable combinations), в ходе которых в бой вступают сразу все персонажи команды игрока и одновременно выполняют собственные «комбо». Также в геймплей игры была добавлена новая механика «выбивание» (англ. snapback), суть которой в принуждении оппонента к смене персонажа. В Marvel vs. Capcom 2 используется модифицированная схема управления 6-ю кнопками из Clash of Super Heroes. Однако, вместо использования 6 кнопок для трех пар слабых, средних и сильных ударов рукой и ногой, в игре используется набор из 4 кнопок для атаки и 2 кнопок для вызова помощи.

### Игровые режимы
В Marvel vs. Capcom 2: New Age of Heroes реализован как однопользовательский, так и многопользовательский режим игры. В игре присутствует «аркадный режим» (англ. Arcade Mode). В этом режиме игрок должен победить семь управляемых компьютером команд, чтобы сразиться с финальным боссом. Этим боссом является Abyss (с англ. — «Бездна»), предстающий в трех формах. В отличие от предыдущих игр серии, в Marvel vs. Capcom 2 не предусмотрены уникальные концовки для каждого персонажа, игрок получит одинаковую концовку, независимо от выбранных им персонажей для «аркадного режима». В «режиме противостояния» (англ. Versus Mode) игроки могут соревноваться один на один. Для тренировки движений и комбо имеется «тренировочный режим» (англ. Training Mode). В нём возможна настройка некоторых параметров, например, количество зарядов, доступных для «гипер комбо заряда». Режим «оценка атаки» (англ. Score Attack) похож на «аркадный режим», однако игрок должен отбивать волны атак управляемых компьютером персонажей. Целью этого режима является получение максимально возможного количества очков без использования продолжений.
В версии Marvel vs. Capcom 2 для аркадных автоматов также имеется система опыта, при этом разблокировка «скрытых» персонажей возможна только после получения определённого количества очков опыта. Эта система была удалена из версий для приставок, вместо неё было введено меню «Секретный фактор» (англ. Secret Factor). Через это меню игрок может разблокировать «скрытых» персонажей, задние планы для игровых экранов и цветовые схемы за очки, полученные в ходе обычной игры. Версии для Xbox 360 и PlayStation 3 поддерживают многопользовательский режим игры посредством интернета. Через интернет доступны обычные бои, рейтинговые бои, а также лобби. Японская версия Marvel vs. Capcom 2 для приставки Dreamcast также поддерживает сетевую игру через сеть Match Service от Capcom. Однако в этом режиме имеется ограничение, ввиду которого взаимодействовать в нём могут только две системы Dreamcast.

### Игровые персонажи
Всего в игре Marvel vs. Capcom 2 представлено 56 игровых персонажей. На экране выбора представлены персонажи из различных комиксов Marvel Comics, например, «Мстители» и «Люди Икс», а также персонажи из разных игровых франшиз Capcom, например, Street Fighter, Darkstalkers и Mega Man. Несколько персонажей были разработаны специально для этой игры: Amingo (создание в виде кактуса), Ruby Heart (французский воздушный пират) и SonSon (владеющая бо девушка-обезьяна, являющаяся внучкой протагониста из игры SonSon для аркадных автоматов 1984 года от Capcom). В большинстве версий Marvel vs. Capcom 2 первоначально доступно 24 персонажа, тогда как остальные 32 могут быть разблокированы за очки. Однако в версиях для Xbox 360 и PlayStation 3 изначально недоступны все бойцы.
| Персонажи Marvel | Персонажи Marvel | Персонажи Capcom | Персонажи Capcom |
| --- | --- | --- | --- |
| - Блэкхарт - Веном - Воитель - Гамбит - Джаггернаут - Доктор Дум - Железный человек - Капитан Америка - Кейбл - Колосс - Красный Омега - Магнето - Мэрроу - Псайлок | - Росомаха - Саблезубый - Страж - Танос - Халк - Циклоп - Человек-лёд - Человек-паук - Шельма - Шторм - Шума-Горат - Серебряный Самурай - Спираль | - Акума - Дан Хибики - Джилл Валентайн - Зангиев - М. Байсон - Рю - Страйдер Хирю - Чунь Ли - Amingo - Anakaris - Baby Bonnie Hood - Cammy White - Captain Commando - Charlie Nash | - Dhalsim - Felicia - Guile - Hayato Kanzaki - Jin Saotome - Ken Masters - Mega Man - Morrigan Aensland - Roll - Ruby Heart - Sakura Kasugano - Servbot - SonSon - Tron Bonne |

## Разработка
Заявление Capcom о разработке сиквела игры Marvel vs. Capcom: Clash of Super Heroes было опубликовано 1 декабря 1999 года, в нём сообщалось о том, что в разработке находится игра под названием Marvel vs. Capcom 2: New Age of Heroes. Игра предназначалась для аркадной платформы Sega Naomi и игровой приставки Dreamcast. Эта игра стала для Capcom первой попыткой создания игры в жанре файтинг, не предназначенной для систем CP System II или III. В ней впервые в серии Marvel vs. Capcom совмещаются нарисованные вручную двумерные спрайты и трехмерные задние планы. Обе японские версии поддерживают карты памяти Dreamcast Visual Memory. Игрок имеет возможность подключить карту памяти к аркадному автомату для обмена данными, записать на неё полученные очки опыта, которые затем могут быть использованы на домашней версии для разблокирования персонажей, арен и расцветок костюмов персонажей. Система опыта содержит три типа очков опыта: «N-очки» могут быть получены при игре в аркадную версию, «D-очки» начисляются при игре в версию для Dreamcast, «V-очки» можно получить при игре через интернет. Игра поддерживает возможность сетевого соединения двух приставок Dreamcast для игры через специализированную сеть Match Service. Эта сеть, созданная Capcom совместно с KDD Corp, основана на технологии Data on Demand разработки KDD Corp, которая обеспечивает сетевую задержку не более 70 мс. Эта функция была исключена из всех более поздних изданий Marvel vs. Capcom 2, как японских, так и прочих.
На пресс-конференции в рамках Electronic Entertainment Expo 2002 были раскрыты планы Capcom портировать Marvel vs. Capcom 2 на приставки Playstation 2 и Xbox. Версия для Playstation 2 получила поддержку битв один на один между игроками посредством USB-модема, однако в версии для Xbox поддержка игры через Xbox Live не была предусмотрена. Этот многопользовательский режим также был доступен только в японской версии. Поддержка интернет-игры была прекращена в 2004 году, когда Capcom отказалась от поддержки коммутируемого доступа к интернету.
Следуя за коммерческим успехом и благосклонным отношением критиков к игре Super Street Fighter II Turbo HD Remix, вышедшей в 2008 году, Capcom заявила, что будет продолжать создание HD-ремейков своих ранее выпущенных игр. На специально заданный вопрос о планах в отношении Marvel vs. Capcom 2 вицепрезидент Capcom по развитию бизнеса и стратегическому планированию Кристиан Свенссон (англ. Christian Svensson) ответил, что в отношении этой игры поступило наиболее число обращений от фанатов. Впоследствии 27 апреля 2009 года в совместном заявлении Marvel и Capcom объявили о выходе Marvel vs. Capcom 2 на Xbox 360 через Xbox Live Arcade и на PlayStation 3 через PlayStation Store. Демонстрационная версия вышла 30 апреля только для PlayStation Network. На вопрос об отсутствии версии для Wii Свенссон заявил, что Capcom не смогла выпустить игру на этой приставке из-за лицензионных ограничений и предельного размера файла в WiiWare.
Порты для приставок PlayStation 3 и Xbox 360 разработаны компанией Backbone Entertainment, ранее работавшей совместно с Capcom над игрой Super Street Fighter II Turbo HD Remix. Игра создана на базе оригинальных исходных кодов версии для Dreamcast. Интернет-возможности Marvel vs. Capcom 2 основаны на том же сетевом коде, что и в Super Street Fighter II Turbo HD Remix. Дополнительными изменениями в версии для PlayStation 3 и Xbox 360 стали настройки фильтрации для спрайтов персонажей, названные «гладкие», «четкие» и «классические». Добавлена поддержка широкоформатных экранов: поскольку изначально игра поддерживала только соотношение сторон экрана 4:3, разработчикам пришлось расширять угол обзора виртуальной камеры. При портировании также были добавлены возможности регулировки громкости саундтрека и использования собственных звукозаписей в качестве саундтрека. Capcom предлагала свободно загружаемый микстейп в жанре хип-хоп в качестве альтернативного саундтрека.
Анонс версии Marvel vs. Capcom 2 для операционной системы iOS произошел 20 апреля 2012 года. Capcom предусмотрела две конфигурации зон управления для экранов устройств iPhone и iPad. Игроки могут выбрать либо стандартную схему управления с 6-ю кнопками, либо компактную схему с 4 кнопками и «управлением движением». Версия для iOS не поддерживает игру через интернет, однако поддерживает «режим противостояния» посредством Bluetooth-подключения.

## Издания
В Японии на аркадных автоматах Sega Naomi игра Marvel vs. Capcom 2 появилась в начале 2000 года. Вскоре последовала версия для Dreamcast: игра вышла в Японии 30 марта 2000 года, в Северной Америке — 29 июня. В Европе игра вышла 16 июля, издателем выступила компания Virgin Interactive. Порт Marvel vs. Capcom 2 для PlayStation 2 вышел в Японии 19 сентября 2002 года, 19 ноября в Северной Америке и 29 ноября в Европе. Версия для Xbox вышла также 19 сентября в Японии, однако в Северной Америке версия стала доступной только 30 марта 2003 года. Международное издание игры для Xbox Live Arcade состоялось 29 июля 2009 года, версия для PlayStation Network стала доступной 13 августа. Последней вышла версия 25 апреля 2012 года для операционной системы iOS.
15 декабря 2013 года Capcom объявила, что Marvel vs. Capcom 2 до конца месяца будет удалена из Xbox Live Arcade и PlayStation Network ввиду истечения срока лицензионного соглашения между Capcom и Marvel Comics. Игра пропала из PlayStation Network в Северной Америке 17 декабря, а в Европе 19 декабря. Из Xbox Live Arcade игра пропала глобально 26 декабря. Также версия для iOS исчезла из списков App Store.

## Критика
| Сводный рейтинг       | Сводный рейтинг | Сводный рейтинг | Сводный рейтинг | Сводный рейтинг | Сводный рейтинг | Сводный рейтинг |
| Издание               | Оценка          | Оценка          | Оценка          | Оценка          | Оценка          | Оценка          |
| Издание               | Dreamcast       | iOS             | PS2             | PS3             | Xbox            | Xbox 360        |
| --------------------- | --------------- | --------------- | --------------- | --------------- | --------------- | --------------- |
| GameRankings          | 90,15 %         | 61 %            | 75,96 %         | 85,71 %         | 67,14 %         | 83,27 %         |
| Metacritic            | 90/100          | 64/100          | 76/100          | 85/100          | 65/100          | 82/100          |
| Иноязычные издания    |                 |                 |                 |                 |                 |                 |
| Издание               | Оценка          | Оценка          | Оценка          | Оценка          | Оценка          | Оценка          |
| Издание               | Dreamcast       | iOS             | PS2             | PS3             | Xbox            | Xbox 360        |
| Destructoid           | N/A             | N/A             | N/A             | N/A             | N/A             | 9/10            |
| Eurogamer             | N/A             | N/A             | 7/10            | N/A             | N/A             | N/A             |
| GameRevolution        | B+              | N/A             | N/A             | N/A             | N/A             | N/A             |
| GameSpot              | 8,4/10          | N/A             | N/A             | N/A             | N/A             | N/A             |
| IGN                   | 9,3/10          | N/A             | 8,4/10          | N/A             | 3,9/10          | N/A             |
| VideoGamer            | N/A             | N/A             | N/A             | N/A             | N/A             | 9/10            |
| Русскоязычные издания |                 |                 |                 |                 |                 |                 |
| Издание               | Оценка          | Оценка          | Оценка          | Оценка          | Оценка          | Оценка          |
| Издание               | Dreamcast       | iOS             | PS2             | PS3             | Xbox            | Xbox 360        |
| «Страна игр»          | 8/10            | N/A             | N/A             | N/A             | N/A             | N/A             |

Игра Marvel vs. Capcom 2: New Age of Heroes после выхода снискала положительные отзывы за интенсивность геймплея, детализированные задние планы и в целом богатое визуальное оформление, а также за значительный выбор предлагаемых персонажей. Энуп Гэнтейат (англ. Anoop Gantayat) из IGN похвалил игру за обновленную боевую систему, несмотря на увеличившийся уровень ее безумства. Он оценил игру как «один из лучших вышедших файтингов». В GameRevolution игру похвалили за широкий выбор доступных персонажей и «безумный экшн». По их заявлению, Capcom создали выдающийся сиквел, совместив «вечный геймплей, ансамбль персонажей и гипер-энергию». Этот сайт также похвалил графику за создание «2,5-мерного графического чуда, настоящего наслаждения для глаз». Джефф Герстманн (англ. Jeff Gerstmann) из GameSpot похвалил игру за новую схему управления и добавление в игру битв «трое против трех». Он делает вывод, что фанаты предыдущей игры будут довольны новшествам в Marvel vs. Capcom 2.
Ранние версии игры для приставок Dreamcast, PlayStation 2 и Xbox критиковались за отсутствие поддержки онлайн-игры за пределами Японии. Герстманн отмечал, что поддержка многопользовательской онлайн-игры могла бы существенно добавить игре притягательности. В рецензии версии игры для Xbox Аарон Булдинг (англ. Aaron Boulding) из IGN обрушивается с критикой на этот недостаток, обвиняя Capcom в неспособности наладить поддержку Xbox Live, вопреки данным обещаниям. Ввиду этого обстоятельства он выставил игре низкую оценку. Однако, когда вышли версии игры для PlayStation 3 и Xbox 360, критики похвалили игру за качественную поддержку многопользовательской онлайн-игры. Тоуфер Кэнтлер (англ. Topher Cantler) из Destructoid похвалил эффективность сетевого режима, назвав его «выдающимся» и «безупречным». Уэсли Йин-Поул (англ. Wesley Yin-Poole) из VideoGamer.com отметил, что добавление в игру сетевого режима сделало ее «ценным приобретением».
Вне зависимости от игровой платформы критики отмечали самым большим недостатком игры саундтрек, исполненный в стилистике джаза. Джереми Данхэм (англ. Jeremy Dunham) из IGN описал игровую музыку как «просто божественно отвратительную», заявив, что «музыка в стиле джаз-лаунж и быстрый бит» даже в малейшей степени не соответствуют экшну игры. Мартин Тэйлор (англ. Martin Taylor) из Eurogamer описывал описал свое разочарование от того, что утонченной визуальной составляющей игры соседствует «ужасающий саундтрек музыки для лифтов и звуковые эффекты плохого качества». В GameRevolution разделили это чувство, описав саундтрек как «самую бездарную музыку из всего, что вы могли когда-либо услышать».
Через несколько лет после выхода разные критики начали активно включать Marvel vs. Capcom 2 в списки лучших игр в жанре файтинг. Одними из первых стали ресурс ScrewAttack, в то время часть GameTrailers, сделавший это в 2007 году, а также Virgin Media в 2009 году. Игра была названа лучшим двумерным файтингом в 2011 и 2013 годах ресурсом Complex. Также в 2013 издание Nerdist назвало Marvel vs. Capcom 2 самой знаковой компьютерной игрой по вселенной Marvel. В 2010 году компания GamePro поместила игру на 33 место в списке лучших игр для PlayStation 2. По состоянию на 15 декабря 2013 года продажи версий игр для приставок PlayStation 3 и Xbox 360 составили более 1,4 млн копий до прекращения их распространения на этих системах.

## Сиквел
Вскоре после выхода Marvel vs. Capcom 2 Capcom лишилась лицензии на персонажей Marvel из-за споров относительно авторских прав, ввиду чего серия игр получила продолжительную паузу. Однако 20 апреля 2010 года, через десять лет после выхода первой игры серии, Capcom анонсировала разработку нового сиквела — игры Marvel vs. Capcom 3: Fate of Two Worlds. Руководителем проекта Marvel vs. Capcom 3 был назначен Рёта Ниицума (англ. Ryota Niitsuma), ранее работавший в Capcom над игрой Tatsunoko vs. Capcom: Ultimate All-Stars. Несмотря на то, что в сиквеле используется в целом такой же геймплей, что и в Marvel vs. Capcom 2, новая игра содержит новые способы игры, например, разработанная для новичков файтинг-игр упрощенная 3-кнопочная схема управления. Marvel vs. Capcom 3 вышла в феврале 2011 года на игровых приставках PlayStation 3 и Xbox 360.

### Комментарии
1. ↑  Разработка версий для PlayStation 3 и Xbox 360[1]
2. ↑  яп. マーヴルVS.カプコン 2 ニューエイジ オブ ヒーローズ, Ма:вуру ба:садзу Капукон 2 Ню: Эйдзи Обу Хи:ро:дзу
3. ↑  Tag team обозначает тип противостояния, где с каждой стороны имеется группа «запасных» участников, которые по ходу соревнования могут сменяться.
4. ↑  Имеется также альтернативная версия Росомахи с костяными когтями вместо адамантиевых, также доступная в виде отдельного игрового персонажа[21].